# Lista de filmes com loops temporais
Esta lista de filmes que apresentam loops temporais em que os personagens vivenciam o mesmo período de tempo que é reiniciado repetidamente: quando uma determinada condição é atendida, como a morte de um personagem ou um relógio atinge um determinado horário, o loop recomeça, com um ou mais caracteres retendo as memórias do loop anterior.:207A lista fornece os nomes e breves sinopses de filmes em que os loops temporais são um dispositivo de enredo proeminente.
Para obter uma lista de filmes que incluem qualquer tipo de viagem no tempo (incluindo loops temporais), veja viagem no tempo em filmes.
| Filme                                                                        | Ano  | Descrição |
| ---------------------------------------------------------------------------- | ---- | --- |
| Repeat Performance                                                           | 1947 | Uma mulher que atirou no marido na véspera de Ano Novo em 1946 deseja poder viver o ano novamente e de alguma forma consegue sua chance, o que a leva a tentar impedir os acontecimentos do passado, com resultados fúteis. |
| The Time Travelers                                                           | 1964 | Os cientistas testam um dispositivo de visualização do tempo, mas a tela se torna um portal por onde eles entram; depois desaparece, deixando-os presos num futuro devastado pela guerra nuclear. |
| Journey to the Center of Time                                                | 1967 | Refilmagem de The Time Travelers |
| Le 15 Mai                                                                    | 1969 | Um casal acorda numa manhã ensolarada de 15 de maio. Aparentemente, eles tiveram o mesmo pesadelo e o dia se desenrola de forma estranha. No dia seguinte, ainda estamos no dia 15 de maio. Trabalho de formatura de Claire Denis em La Fémis. |
| The Girl Who Leapt Through Time (live-action)                                | 1983 | Baseado no romance homônimo de Yasutaka Tsutsui de 1965. A história é sobre uma estudante japonesa que acidentalmente ganha a habilidade de viajar no tempo, com a qual ela experimenta e tenta alterar eventos passados, levando-a em uma jornada através de múltiplos loops temporais. |
| Urusei Yatsura 2: Beautiful Dreamer                                          | 1984 | Os alunos do colégio Tomobiki revivem o dia anterior ao festival escolar continuamente. |
| Mirror for a Hero                                                            | 1987 | Zerkalo dlya geroya, um filme da União Soviética de Vladimir Khotinenko. Dois heróis circulam várias vezes em 1949, adaptando-se à dura vida do pós-guerra, conhecendo os pais de um deles, regressando finalmente à atualidade, tendo reavaliado a sua atitude para com os mais velhos. |
| 12:01 PM                                                                     | 1990 | Este curta-metragem é a primeira adaptação cinematográfica do conto "12:01 PM" de Richard A. Lupoff, publicado em 1973 na The Magazine of Fantasy and Science Fiction. Originalmente foi ao ar na televisão a cabo como parte da série de antologia Showtime, 30-Minute Movie. Foi indicado ao Oscar.                                                                                              |
| 12:01                                                                        | 1993 | A segunda adaptação cinematográfica do conto "12:01 PM" de Richard A. Lupoff, publicado em 1973 na The Magazine of Fantasy and Science Fiction. O trabalhador de escritório Barry Thomas é forçado a reviver o pior dia de sua vida. |
| Groundhog Day                                                                | 1993 | O egocêntrico meteorologista da televisão Phil Connors (Bill Murray) é forçado a reviver o mesmo dia indefinidamente. Este filme é geralmente visto como o filme de loop temporal por excelência por muitos, sendo seu nome sinônimo do gênero como um todo. |
| Christmas Every Day                                                          | 1996 | Um filme de televisão americano baseado no conto de William Dean Howells de 1892, "Christmas Every Day". Um adolescente egoísta é forçado a reviver o mesmo Natal todos os dias. |
| Retroactive                                                                  | 1997 | Um psiquiatra faz diversas viagens no tempo para salvar uma mulher que foi assassinada pelo marido. |
| Run Lola Run                                                                 | 1998 | A história segue uma mulher chamada Lola (Franka Potente) que precisa obter 100.000 marcos alemães em vinte minutos para salvar a vida de seu namorado, zerando o tempo várias vezes em 20 minutos. |
| Mickey's Once Upon a Christmas                                               | 1999 | Huey, Dewey e Louie devem repetir o dia de Natal até aprenderem o verdadeiro significado do Natal. |
| Naken                                                                        | 2000 | No dia de seu casamento, Anders acorda nu em um elevador. Enquanto ele tenta descobrir o motivo de sua situação, o dia se repete e ele fica preso em um loop temporal. |
| È già ieri                                                                   | 2004 | Neste remake italiano de Groundhog Day, um comentarista de televisão de caráter terrível, enquanto está em uma pequena ilha nas Ilhas Canárias, despreza uma lenda local e se vê preso em um loop temporal no dia 13 de agosto, que se repete indefinidamente. |
| Camp Slaughter (também conhecido como Camp Daze)                             | 2005 | Um grupo de adolescentes atuais é enviado de volta a 1981 e descobre um acampamento de verão que está preso revivendo o dia em que um assassino demente entrou em violência. |
| Christmas Do-Over                                                            | 2006 | Um pai fica preso em um loop temporal quando seu filho deseja que todos os dias sejam dia de Natal. Um remake de Christmas Every Day de uma perspectiva adulta. |
| The Girl Who Leapt Through Time (anime)                                      | 2006 | Anime baseado no romance de mesmo nome de 1965 de Yasutaka Tsutsui. |
| Salvage                                                                      | 2006 | Claire encontra horror e assassinato depois de terminar um dia trabalhando em uma loja de conveniência, não uma, mas muitas vezes. Uma seleção oficial do Festival de Sundance de 2006. |
| The Last Day of Summer                                                       | 2007 | Luke, de 11 anos, realiza seu desejo de que todo dia seja o último dia de verão. |
| Frequently Asked Questions About Time Travel                                 | 2009 | Três desajustados sociais enfrentam um enigma de viagem no tempo originado em seu pub local. |
| Triangle                                                                     | 2009 | Um grupo de amigos faz um passeio de barco e fica preso devido a uma tempestade. Eles descobrem um navio de cruzeiro que os faz vivenciar uma série de eventos repetidos. |
| The Girl Who Leapt Through Time (live-action)                                | 2010 | Terceiro filme inspirado no romance de Yasutaka Tsutsui de 1965 de mesmo nome. |
| Repeaters                                                                    | 2010 | Um grupo de presos em um centro de reabilitação é forçado a repetir o mesmo dia indefinidamente. |
| Source Code                                                                  | 2011 | O piloto da Aviação do Exército dos EUA, Capitão Colter Stevens, vivencia repetidamente os últimos oito minutos da vida de outra pessoa para identificar o homem-bomba em um ataque terrorista, a fim de evitar um segundo ataque nuclear em Chicago. |
| The Road                                                                     | 2011 | Um grupo de adolescentes finalmente cria coragem para explorar uma estrada rural, que tem todos os sinais de que é uma má ideia. |
| 12 Dates of Christmas                                                        | 2011 | Kate se vê revivendo a véspera de Natal (incluindo um encontro às cegas com um homem chamado Miles) repetidamente. Ela deve descobrir como quebrar o ciclo – deveria tentar reconquistar seu ex-namorado Jack, deveria perseguir Miles ou algo mais? |
| Puella Magi Madoka Magica: The Movie                                         | 2012 | Homura Akemi tem a capacidade de viajar 30 dias no tempo, e já o fez inúmeras vezes. A cada mês, Homura falha em suas tentativas de salvar Madoka Kaname da destruição e é forçada a reviver a tragédia de perder Madoka. |
| Mine Games                                                                   | 2012 | Um grupo de amigos em férias na floresta descobre seus próprios cadáveres e percebe que estão presos em um loop temporal que tentam quebrar. |
| Blood Punch                                                                  | 2013 | Um trio visita uma cabana remota para uma tentativa criminosa única e encontra cada membro revivendo o mesmo dia de forma independente. |
| Haunter                                                                      | 2013 | O fantasma de uma adolescente, Lisa Johnson (Abigail Breslin), que, junto com sua família, vive revivendo o mesmo dia (embora seja a única ciente disso) tenta proteger uma jovem, Olivia (Eleanor Zichy), e sua família de um serial killer morto, o Homem Pálido (Stephen McHattie), que pode possuir os vivos.                                                                                  |
| El Ascensor                                                                  | 2014 | No quinto aniversário de casamento, Sítio e Ana começam a discutir dentro de um elevador que fica abrindo no mesmo andar. Presos emocional e fisicamente, os dois terão que trabalhar juntos para encontrar uma saída. |
| One-Minute Time Machine                                                      | 2014 | Este curta-metragem cômico de 6 minutos dirigido por Devon Avery e estrelado por Brian Dietzen e Erinn Hayes, parodia o gênero de loop temporal (e ele mesmo) quando aplicações repetidas do dispositivo são usadas para refazer uma abordagem romântica malfeita. |
| Oru Kanniyum Moonu Kalavaanikalum                                            | 2014 | Um grupo de amigos se encontra em um loop temporal com 3 intervalos de tempo diferentes para o mesmo incidente e o resultado irá variar de acordo com o tempo e o resultado do humor das pessoas. |
| Premature                                                                    | 2014 | Rob, um estudante do ensino médio, tem que reviver a perda da virgindade repetidamente até acertar, com a garota certa. |
| The Incident                                                                 | 2014 | Duas histórias de grupos presos em loops infinitos de tempo e espaço. Um, uma escada sem fim, o outro, uma estrada sem fim, ambos girando sobre si mesmos. Enquanto o tempo é reiniciado todos os dias, os personagens presos continuam a envelhecer dentro dos loops. |
| The Infinite Man                                                             | 2014 | Depois que um fim de semana romântico com sua namorada dá errado, um cientista inventa uma viagem no tempo para criar para ela o refúgio perfeito, mas inadvertidamente a prende em um loop temporal recorrente. |
| Edge of Tomorrow (também conhecido como Live. Die. Repeat: Edge of Tomorrow) | 2014 | O major William "Bill" Cage (Tom Cruise) e a soldado das Forças Especiais Rita Vrataski (Emily Blunt) se unem para lutar contra uma raça alienígena hostil conhecida como Mimics, com Cage retornando continuamente a uma batalha repetida através de um loop temporal. |
| Magnetic                                                                     | 2015 | Alice está presa em um loop temporal, que se repete a cada semana, tentando encontrar uma maneira de evitar que a Terra seja destruída por uma enorme explosão solar. |
| The Final Girls                                                              | 2015 | Um grupo de amigos fica preso em um filme de terror dos anos 80 que reinicia a cada 92 minutos. |
| ARQ                                                                          | 2016 | Um engenheiro, cuja invenção faz com que o tempo gire durante uma invasão de casa, tenta salvar seu ex-amante enquanto descobre quem o atacou e por quê. |
| Doctor Strange                                                               | 2016 | Ajudado pelos poderes do Olho de Agamotto, Stephen Strange prende a si mesmo e a Dormammu em um loop temporal para negociar contra ele consumir a Terra. |
| Boku Dake ga Inai Machi (também conhecido como Erased)                       | 2016 | Um jovem japonês viaja no tempo para evitar o assassinato de sua mãe e de outras pessoas, percorrendo diferentes versões da realidade enquanto suas ações mudam o passado. (A mesma história básica existe em versões de mangá, anime, filmes de ação ao vivo e séries de TV de ação ao vivo.) |
| Groundhog Day for a Black Man                                                | 2016 | Curta-metragem sobre um homem negro que vive revivendo o mesmo dia em que acaba sendo baleado por um policial. O diretor deste filme acusou Two Distant Strangers da Netflix de plágio. |
| Miss Peregrine's Home for Peculiar Children                                  | 2016 | O adolescente Jake visita as ruínas de um orfanato que foi destruído por um bombardeio durante a Segunda Guerra Mundial e descobre que os habitantes originais sobreviveram criando um loop temporal que se repetirá no dia 3 de setembro de 1943. |
| Naked                                                                        | 2017 | Rob é pego em um loop temporal enquanto acorda nu no elevador de um hotel no dia de seu casamento. Este é um remake do filme sueco de 2000, Naken. |
| Happy Death Day                                                              | 2017 | Uma estudante universitária é assassinada no dia de seu aniversário, segunda-feira, dia 18. Ela acorda na manhã do dia 18, viva, enfrentando o mesmo dia continuamente, ao mesmo tempo que fica mais fraca. Ela deve descobrir quem é seu assassino para escapar do circuito. |
| Before I Fall                                                                | 2017 | Uma popular estudante do último ano do ensino médio revive o mesmo dia continuamente. |
| The Endless                                                                  | 2017 | Dois irmãos retornam a um culto que está preso em um loop temporal. |
| Ha-roo (também conhecido como A Day)                                         | 2017 | Um pai tenta salvar sua filha enquanto está preso em um loop temporal sem fim. |
| 逆时营救 (também conhecido como Reset)                                       | 2017 | Uma física usa uma máquina experimental de buraco de minhoca para viajar para universos paralelos e voltar uma hora no tempo, tentando salvar seu filho sequestrado. |
| The Fare                                                                     | 2018 | Um motorista de táxi e seu passageiro ficam presos em um loop temporal sem fim, pois precisam repetir sua jornada indefinidamente. |
| Koko-di Koko-da                                                              | 2019 | Um casal em dificuldades em um acampamento é pego em um loop temporal onde são atormentados por um grupo de personagens de contos de fadas. |
| Game Over                                                                    | 2019 | Swapna, uma cadeirante, está defendendo sua casa de um misterioso intruso. Cada vez que ela é morta pelo intruso, ela acorda no início do dia. No entanto, o conceito é mais parecido com o funcionamento de um videogame. |
| The Obituary of Tunde Johnson                                                | 2019 | Um adolescente gay afro-americano revive repetidamente o dia em que foi morto a tiros em um incidente de brutalidade policial não provocado. |
| Happy Death Day 2U                                                           | 2019 | Imediatamente após os eventos do primeiro filme (Happy Death Day), Tree Gelbman (Jessica Rothe) inesperadamente entra novamente no loop temporal, exceto que desta vez em uma realidade alternativa. |
| See You Yesterday                                                            | 2019 | Um ambicioso prodígio científico usa suas proezas e capacidades para criar máquinas do tempo, a fim de salvar seu irmão, que foi morto por um policial. Ao tentar alterar os acontecimentos do passado, ela acabará enfrentando as perigosas consequências da viagem no tempo. |
| Volition                                                                     | 2019 | Um homem que sofre de clarividência tenta mudar seu destino quando uma série de eventos leva a uma visão de seu próprio assassinato iminente. |
| Two Distant Strangers                                                        | 2020 | Um curta-metragem americano de ficção científica que examina as mortes de negros americanos durante encontros com a polícia através dos olhos de um personagem preso em um loop temporal que continua terminando em sua morte. |
| Palm Springs                                                                 | 2020 | Quando o despreocupado Nyles e a relutante dama de honra Sarah têm um encontro casual em um casamento em Palm Springs, as coisas ficam complicadas na manhã seguinte, quando eles se vêem incapazes de escapar do local, de si mesmos ou um do outro. |
| Boss Level                                                                   | 2021 | Um oficial aposentado das forças especiais fica preso em um loop temporal no dia de sua morte. |
| Christmas...Again?!                                                          | 2021 | Um filme original do Disney Channel estrelado por Scarlett Estevez como Ro, cujo desejo de Natal dá errado quando ela se vê vivendo o dia de Natal repetidamente. |
| Churuli                                                                      | 2021 | O filme, dirigido por Lijo Jose Pellissery, conta a história de dois policiais disfarçados que vão em busca de uma criminosa procurada chamada Mayiladumparambil Joy. No entanto, eles ficam presos na vila de Churuli enquanto mistérios misteriosos se desenrolam. A história e os personagens originais são baseados em um conto do livro Kaligaminarile Kuttavalikal escrito por Vinoy Thomas. |
| Jango                                                                        | 2021 | Um neurocirurgião que está preso em um loop temporal tenta salvar sua ex-esposa de ser morta por um homem misterioso. |
| Maanaadu                                                                     | 2021 | Um homem que está preso em um loop temporal tenta impedir a realização de um comício político para salvar o ministro-chefe do estado e prevenir a violência religiosa. |
| The Map of Tiny Perfect Things                                               | 2021 | Dois adolescentes vivem repetidamente no mesmo dia, o que lhes permite criar o mapa titular. |
| Meet Cute                                                                    | 2022 | Sheila, nativa de Manhattan, descobre uma máquina do tempo em um salão de manicure e a usa para corrigir continuamente elementos de um encontro que teve na noite anterior. |
| Mondays: See You "This" Week!                                                | 2022 | A equipe de uma agência de publicidade está presa em um loop temporal, exceto seu chefe. |
| Vandits                                                                      | 2022 | Um grupo de criminosos incompetentes tenta roubar uma sala de bingo, apenas para ficar preso em um loop temporal no qual eles repetidamente encenam o assalto, mas falham de uma maneira diferente a cada vez. |
| Zanox                                                                        | 2022 | Misi, um estudante do ensino médio, revive seu dia de formatura depois de descobrir que seu medicamento experimental tem um efeito colateral estranho. |
| Dreadful Chapters                                                            | 2023 | Filme de terror indiano em língua malaiala dirigido por Nirmal Baby Varghese. |